# 松尾瑠璃
松尾 瑠璃（まつお るり、1998年3月6日 - ）は、日本の元子役。
北海道札幌市出生、神奈川県横浜市育ち。

## 略歴
2003年、セントラル子供タレントに所属し、芸能界デビュー。最初の仕事が5歳の誕生日で、ニュービーズのCMの撮影を行った。2004年、J-beansに移籍。
2007年、NHK教育『天才てれびくんMAX』にてれび戦士として出演。
2008年、スターダストプロモーションに移籍。
2013年、将来は保育士の道を進みたいという理由があり、芸能界を引退。
2017年6月12日、芸能界を引退後に重本ことりトークライブ「ことりのぴーちくぱーちくVol.2」にゲスト出演。ことりらに誘ってもらってのイベント出演となったが、芸能界に復帰するつもりはないと語っている。
2020年1月2日、芸能界引退後、唯一のファンとの交流の場だったTwitterを、将来のことを考えて閉鎖することを発表。 3月6日の誕生日にアカウントを閉鎖した。

## 出演

### テレビドラマ
- 金曜ドラマ ヤンキー母校に帰る（2003年、TBS）金井双葉 役
- 愛し君へ（2004年、フジテレビ）浅倉佳奈 役
- 金曜ナイトドラマ ミステリー民俗学者 八雲樹（2004年、テレビ朝日）島崎かおる 役
- 金曜時代劇 御宿かわせみ 〜第3章〜（2005年、NHK）庄司るい（幼少期） 役
- 西遊記 第5話（2006年2月6日、フジテレビ）明明 役
- ゴッドハンド輝 第1話（2009年4月11日、TBS）良子 役
- 君のせい（2009年、TBS）三上柚梨奈（幼少期） 役
- となりの芝生（2009年、TBS）高平花子 役

### バラエティ
- 天才てれびくんMAX（2007年4月2日 - 2008年3月27日、NHK教育テレビ） - てれび戦士

### CM
- 花王、ニュービーズ（2003 - 2005年）
- トヨタ自動車、ラウム
- 住友生命、LIVE ONE（2004 - 2005年）
- KFC、チキンモーメント（2004年）
- ハウス食品、こくまろカレー、こくまろシチュー（2004 - 2007年）
- Canon、写真DV IXYDV M2、M3 ダブルオッケー編（2003 - 2004年）
- 小学館、小学一年生（2005年）
- 日本損害保険協会、赤防災頭巾ちゃん（2005 - 2007年）
- NTT東日本、フレッツ光 光×Disneyキャンペーン（2005年）
- マクドナルド、ハッピーセット ポケモン（2006年）
- 住友林業、マイフォレスト（2006 - 2007年）
- 西部ガス、企業・キラクック（2006年）
- トヨタ自動車、3列シート車 地デジキャンペーン くちまねアピール編
- 日本航空、定時性、姉弟編
- 栄光ゼミナール 冬期講習編（2011年）
- 朝日新聞社

### PV
- 岡本真夜×大橋卓弥「明日ハレルヤ!」[9]

### その他のテレビ番組
- みんなの夢をかなえて!東京ディズニーリゾートの旅（2010年、WOWOW）ナビゲーター[10]